# Zaya
Zaya är ett vattendrag i Österrike.   Det ligger i förbundslandet Niederösterreich, i den östra delen av landet, 50 km nordost om huvudstaden Wien.
Trakten runt Zaya består till största delen av jordbruksmark. Runt Zaya är det ganska tätbefolkat, med 58 invånare per kvadratkilometer.